# Much Marcle
Much Marcle est une paroisse civile et un village du Herefordshire, en Angleterre.
Il est le village natal du tueur en série Fred West (1941-1995).